# Elecciones parlamentarias de Dinamarca de 1977
Las elecciones parlamentarias se celebraron en Dinamarca el 15 de febrero de 1977. Los Socialdemócratas siguieron siendo el partido más grande en el Folketing, con 65 de los 179 escaños. La participación electoral fue del 88,7 % en Dinamarca propiamente dicho, del 62,9 % en las Islas Feroe y del 70,0 % en Groenlandia.
Las elecciones de 1977 fueron las terceras elecciones generales en Dinamarca en más de tres años. El primer ministro Anker Jørgensen, jefe de la minoría socialdemócrata, convocó a elecciones dos años antes después de que las negociaciones con la Oposición no lograran acuerdos sobre la economía, vivienda y gasto de defensa. El Gobierno de Jörgensen se había quedado en el cargo durante 25 meses a través de una serie de compromisos y complejas alianzas con partidos más pequeños.
Los 175 escaños de la Dinamarca continental fueron ocupados por los 11 partidos políticos que habían competido en las elecciones de 1975. Los principales problemas discutidos durante la campaña electoral fueron los dificultades económicas del país, especialmente el desempleo, la deuda externa y una gran déficit comercial. Los socialdemócratas abogaron por un salario de dos años del 6% aumentar el límite a partir de marzo de 1977, más ayuda estatal para detener el desempleo, y impuestos más altos, mientras que los liberales pidieron una reducción en los impuestos y el tamaño del Estado. El Partido del Progreso, anti-impuestos, presentó la mayor cantidad de candidatos: 108. 
Con un aumento de 12 escaños, los socialdemócratas solidificaron su posición de liderazgo en el Folketing. El primer ministro Jørgensen formó un Gabinete minoritario socialdemócrata el 25 de febrero con el apoyo del Venstre.

## Resultados
| Partido                        | Votos     | %         | Escaños   | +/–       |
| Dinamarca                      | Dinamarca | Dinamarca | Dinamarca | Dinamarca |
| ------------------------------ | --------- | --------- | --------- | --------- |
| Socialdemócratas               | 1 150 355 | 37,03     | 65        | +12       |
| Partido del Progreso           | 453 792   | 14,61     | 26        | +2        |
| Venstre                        | 371 728   | 11,97     | 21        | -21       |
| Partido Popular Conservador    | 263 262   | 8,48      | 15        | +5        |
| Demócratas de Centro           | 200 347   | 6,45      | 11        | +7        |
| Partido Popular Socialista     | 120 357   | 3,87      | 7         | -2        |
| Partido Comunista de Dinamarca | 114 022   | 3,67      | 7         | 0         |
| Partido Social Liberal         | 113 330   | 3,65      | 6         | -7        |
| Demócratas Cristianos          | 106 082   | 3,42      | 6         | -3        |
| Partido Justicia               | 102 149   | 3,29      | 6         | +6        |
| Izquierda Socialista           | 83 667    | 2,69      | 5         | +1        |
| Partido de los Pensionistas    | 26 889    | 0,87      | 0         | Nuevo     |
| Independientes                 | 317       | 0,01      | 0         | 0         |
| Invalid/blank votes            | 18 670    | –         | –         | –         |
| Total                          | 3 124 967 | 100       | 175       | 0         |
| Islas Feroe                    |           |           |           |           |
| Partido Unionista              | 5183      | 31,71     | 1         | +1        |
| Partido de la Igualdad         | 3681      | 22,52     | 1         | 0         |
| República                      | 3057      | 18,71     | 0         | -1        |
| Partido Popular                | 2773      | 16,97     | 0         | 0         |
| Partido del Autogobierno       | 551       | 3,37      | 0         | Nuevo     |
| Partido del Progreso           | 207       | 1,27      | 0         | Nuevo     |
| Independientes                 | 891       | 5,45      | 0         | Nuevo     |
| Votos en blanco/nulos          | 43        | –         | –         | –         |
| Total                          | 16 386    | 100       | 2         | 0         |
| Groenlandia                    |           |           |           |           |
| Independientes                 | 17 605    | 100       | 2         | 0         |
| Votos en blanco/nulos          | 384       | –         | –         | –         |
| Total                          | 17 989    | 100       | 2         | 0         |
| Fuente: Nohlen & Stöver        |           |           |           |           |

- Datos: Q3777449